# RadioDTM
『radioDTM』（れでぃお・でぃーてぃーえむ）は、主に音楽を扱うPodcastインターネットラジオ番組である。毎週様々なアーティストをゲストに迎えて、トークを中心に進行している。

## 概要
2009年6月に配信がスタート。「音楽が聴ける音楽Podcast番組」というスタイルをとっている。インターネットラジオの中では、実際にアーティストの楽曲が聴ける非常に珍しいメディアである。
過去の配信はすべてアーカイブ化されており、いつでも何度でも聴くことが可能。活動拠点が都内ということもあり、東京のアーティストの出演が多いが、地方を拠点とするアーティストや、海外のアーティストの出演も稀にある。
また、サイトではラジオ配信以外にも音楽関連のニュースも扱っている。

## 歴史
番組開始当初は「DEMOテープを持ってこい」という名義でチーム名が「radioDTM」だったが、現在はradioDTMに統一されている。
これまでに、配信100回、200回、300回、400回とふしめのタイミングでは記念ライブイベントを開催しており、実際に出演アーティストのライブを楽しむことができる試みも行ってきている。

## 配信日
毎週末の配信だったが、2018年からは、毎週水曜日の21時配信に固定されている。

## 視聴方法
番組開始当初はiTunesなどを利用するポッドキャストの配信のみだったが、現在は番組が運営するサイトのページから、ストリーミング再生にも対応している。

## スタッフ
民放のラジオ局で働いていたディレクターのカネコDが、高校時代の友人であった佐藤ナウを誘ったことからチームが結成された。
- メインMC：佐藤ナウ
- ディレクター：カネコD（本名不明）
- スタッフ：いわはし（本名不明）
- スタッフ：むらどん（本名不明）

## これまでの出演アーティスト
インディーズのアーティストが中心に出演していることもあり、過去に出演したアーティストがメジャーデビューし活躍していることも多い。
- クリープハイプ
- 大森靖子
- Awesome City Club
- 荒川ケンタウロス
- KEYTALK
- シャムキャッツ
- 今野浩喜
- スカート
- D.A.N.
- どついたるねん
- DOTAMA
- 東京カランコロン
- Have A Nice Day!
- トリプルファイヤー
- ザ・なつやすみバンド
- never young beach
- ぱいぱいでか美
- ふくろうず
- Bentham
- MOROHA
- Yogee New Waves
- THEラブ人間
- Roth Bart Baron
- 忘れらんねえよ

## 特別企画
定期的にアーティストのゲストトーク以外の特別企画を配信している。
「新曲もってこい」
番組に集まったアーティストの楽曲を紹介し、評価していく企画。年に４回程度行われており、毎回、大賞を受賞したアーティストにはゲスト出演権を贈呈している。
「ランニングDTM」
過去に出演したアーティストの楽曲を使ったミックステープを、ランニングの際に聴くことを想定した形で配信している。
音楽以外にも特殊なラジオ企画を配信している。
「真夏の夜の怖い話」
毎年夏に怖い話が好きなスタッフ、友人らと様々な心霊・ホラーに関する企画を行う。
「ラーメン大賞」
ラーメン通のMC佐藤ナウを中心にラーメン情報やラーメンに関する企画を行う。

## 関連作品
ラジオ配信以外にも、アーティストと共同で、ミュージックビデオの制作や、CDリリースなどを手がけている。
- 「サテライトからずっと」太平洋不知火楽団
- テングインベーダーズ シングルシリーズ
- 「またあしたね」ビイドロ